# Хуардон Леонский
Хуардон (умер в 577 году) — святой епископ Леонский, что в Финистере. День памяти — 19 ноября.
Он известен преимущественно по имени в епископском списке этого бывшего епископства. Согласно преданию, бытующему в Бретани, святой Хуардон был родом с Британских островов. Будущий епископ Леона, святой Хуардон, монах из островной Бретани, по преданию, прибыл в Арморику, высадившись к северу от нынешнего прихода Плуескат (Plouescat). Он построил своё первый скит в Ландерн-Вихане (Landerne-Vihan), что в Плуескате, где стал жить отшельником. Затем он перебрался через галло-романский город Ворганиум (Vorganium), расположенный в Керилиане(Kerilien), в нынешнем приходе Плуневентер. Святой Хуардон спустился к Ольне, где стала развиваться леонардская часть города Ландерно, покровителем которого он станет. Святой Хуардон основал монастырь недалеко от скита Коногана.
Святой Хуардон рукоположил святого Эрве, с которым впоследствии участвовал в Синоде Мене Бре, где был осужден Кономор. Как и святой Эрве, Хуардон славился непрестанной молитвой, которая приводила его к небесным видениям.
Изображён в Ландерно плывущим в каменном корыте. К нему возносили свои молитвы моряки.

## Почитание

### Епархия Леона
- покровитель прихода Ландерно, который носит его имя;
- источник гоз (goz) изначально носил его имя;
- часовня в Ланхуардон[фр.] (Lanhouardon), что в Плабеннеке (Plabennec), носит его имя;
- в приходе Плуневентер[фр.] (Plounéventer) имелось селение под названием Сан-Хуардон (St-Houardon).

### Епархия Кемпера
- покровитель прихода Ля Фёйе[фр.] (La Feuillée); его статуя имеется в церкви.

### Епархия Трегье
- в приходе Камлес существовали часовня и источник св. Хуардона.